# Jacqueline Todten
Jacqueline Todten-Hein (née le 29 mai 1954 à Berlin-Est) est une athlète allemande spécialiste du lancer du javelot. 

## Carrière

### Palmarès
| Date | Compétition                   | Lieu           | Résultat | Performance |
| ---- | ----------------------------- | -------------- | -------- | ----------- |
| 1970 | Championnats d'Europe juniors | Paris-Colombes | 1re      | 55,20 m     |
| 1972 | Jeux olympiques d'été         | Munich         | 2e       | 62,54 m     |
| 1974 | Championnats d'Europe         | Rome           | 2e       | 62,10 m     |

### Records
| Épreuve           | Performance | Date |
| ----------------- | ----------- | ---- |
| Lancer du javelot | 64,34 m     | 1974 |